# Wilkie Cooper
Pour les articles homonymes, voir Cooper.
Douglas Ralph « Wilkie » Cooper, né le 19 octobre 1911 à Londres (Angleterre), mort le 15 décembre 2001 à Worthing (Sussex de l'Ouest, Angleterre), est un directeur de la photographie anglais, membre de la BSC.

## Biographie
Comme directeur de la photographie, Wilkie Cooper débute au cinéma en 1936. Hormis six films comme cadreur de 1937 à 1941, il poursuit cette carrière jusqu'en 1971, année où il se retire. En qualité de chef-opérateur, il contribue au total à soixante-douze films, britanniques (majoritairement) ou américains — plus quelques coproductions —. Il travaille notamment à plusieurs reprises aux côtés du concepteur d'effets spéciaux Ray Harryhausen, sur des films fantastiques, tels Le Septième Voyage de Sinbad (1958) de Nathan Juran ou Jason et les Argonautes (1963) de Don Chaffey. Parmi les autres réalisateurs avec lesquels il collabore, mentionnons Alberto Cavalcanti, Lewis Gilbert, Sidney Gilliat, Alfred Hitchcock (un seul film en 1950, Le Grand Alibi) et Frank Launder, entre autres.
Pour la télévision, Wilkie Cooper est directeur de la photographie sur six épisodes, diffusés en 1967 et 1968, de la série britannique Chapeau melon et bottes de cuir (détails : voir la filmographie qui suit).
Il était l'époux de l'actrice anglaise Peggy Bryan (en) (1916-1996).

## Filmographie
Comme directeur de la photographie, sauf mention contraire

### Au cinéma (sélection)
Films britanniques, sauf mention contraire ou complémentaire
- 1936 : Conquest of the Air d'Alexander Esway et Zoltan Korda
- 1937 : L'Invincible Armada (Fire Over England) de William K. Howard (cadreur)
- 1937 : Dîner au Ritz (Dinner at the Ritz) d'Harold D. Schuster (cadreur)
- 1939 : Les Quatre Plumes blanches (The Four Feathers) de Zoltan Korda (cadreur)
- 1939 : Trunk Crime de Roy Boulting
- 1940 : L'aventure est commencée (Ten Days in Paris) de Tim Whelan (cadreur)
- 1940 : Un drôle de flic (Spare a Copper) de John Paddy Carstairs (cadreur)
- 1941 : Georges roi de la mode (Turned Out Nice Again) de Marcel Varnel (cadreur)
- 1942 : The Big Blockade de Charles Frend
- 1942 : Went the Day Well? d'Alberto Cavalcanti
- 1942 : The Foreman Went to France de Charles Frend
- 1943 : My Learned Friend de Basil Dearden et Will Hay
- 1944 : Champagne Charlie d'Alberto Cavalcanti
- 1944 : L'Auberge fantôme (The Halfway House) de Basil Dearden et Alberto Cavalcanti
- 1945 : L'Honorable Monsieur Sans-Gêne (The Rake's Progress) de Sidney Gilliat
- 1946 : L'Étrange Aventurière (I see a Dark Stranger) de Frank Launder
- 1946 : La Couleur qui tue (Green for Danger) de Sidney Gilliat
- 1947 : Captain Boycott de Frank Launder
- 1948 : London Belongs to Me de Sidney Gilliat
- 1949 : Le Dernier Voyage (The Hasty Heart) de Vincent Sherman (film américain)
- 1949 : Landfall de Ken Annakin
- 1949 : L'Homme à la cicatrice (Silent Dust) de Lance Comfort
- 1950 : Le Grand Alibi (Stage Fright) d'Alfred Hitchcock
- 1951 : There is Another Sun de Lewis Gilbert
- 1951 : Lady Godiva Rides Again de Frank Launder
- 1951 : L'assassin frappe à minuit (The Long Dark Hall) de Reginald Beck et Anthony Bushell
- 1952 : Emergency Call de Lewis Gilbert
- 1952 : The Pickwick Papers de Noel Langley
- 1952 : Time Gentlemen, Please! de Lewis Gilbert
- 1953 : La Belle Espionne (Sea Devils) de Raoul Walsh (film américain)
- 1953 : Trois Adam au paradis (Our Girl Friday) de Noel Langley
- 1954 : Commando à Rhodes (They Who Dare) de Lewis Milestone
- 1954 : What every Woman wants de Maurice Elvey
- 1954 : Le Démon de la danse (Dance Little Lady) de Val Guest
- 1954 : Svengali de Noel Langley
- 1955 : Vivre un grand amour (The End of the Affair) d'Edward Dmytryk
- 1955 : Portrait of Alison de Guy Green
- 1955 : A Man on the Beach de Joseph Losey (court métrage)
- 1955 : Geordie de Frank Launder
- 1956 : It's a Wonderful World de Val Guest
- 1956 : Port Afrique de Rudolph Maté
- 1957 : Pour que les autres vivent (Seven Waves Away) de Richard Sale (film américano-britannique)
- 1957 : L'Admirable Crichton (The Admirable Crichton) de Lewis Gilbert
- 1957 : Les Sept Tonnerres (Seven Thunders) d'Hugo Fregonese
- 1958 : Le Septième Voyage de Sinbad (The 7th Voyage of Sinbad) de Nathan Juran (film américain)
- 1958 : Le crime était signé (The Whole Truth) de John Guillermin
- 1958 : Les Diables du désert (Sea of Sand) de Guy Green
- 1959 : Fils de forçat (Beyond this Place) de Jack Cardiff
- 1959 : SOS Pacific de Guy Green
- 1959 : Cri d'angoisse (Subway in the Sky) de Muriel Box
- 1960 : Les Voyages de Gulliver (The 3 Worlds of Gulliver) de Jack Sher (film américano-britannique)
- 1960 : L'Homme des fusées secrètes (Wernher von Braun ou I Aim at the Stars) de J. Lee Thompson (film germano-américain)
- 1961 : L'Île mystérieuse (Mysterious Island) de Cy Endfield (film américano-britannique)
- 1962 : Alerte sur le Vaillant (The Valiant) de Roy Ward Baker (film italo-britannique)
- 1963 : La Souris sur la Lune (The Mouse on the Moon) de Richard Lester
- 1963 : Le Siège des Saxons (Siege of the Saxons) de Nathan Juran
- 1963 : L'Affaire Winston (Man in the Middle) de Guy Hamilton
- 1963 : Jason et les Argonautes (Jason and the Argonauts) de Don Chaffey (film américano-britannique)
- 1963 : Two Left Feet de Roy Ward Baker
- 1963 : Le Maniaque (The Maniac) de Michael Carreras
- 1964 : Les Premiers Hommes dans la Lune (First Men in the Moon) de Nathan Juran
- 1964 : À l'est du Soudan (East of Sudan) de Nathan Juran
- 1966 : Un million d'années avant J.C. (One Million Years B.C.) de Don Chaffey
- 1968 : Les requins volent bas (Hammerhead) de David Miller
- 1969 : L'Ouest en feu (Land Raiders) de Nathan Juran (film américain)
- 1969 : Run Wild, Run Free de Richard C. Sarafian (film américain)
- 1970 : Cromwell de Ken Hughes (directeur de la photographie de seconde équipe)

### À la télévision (intégrale)
- 1967-1968 : Première série Chapeau melon et bottes de cuir (The Avengers)
  - Saison 5, épisode 1 Les Marchands de peur (The Fear Merchants, 1967) de Gordon Flemyng, épisode 2 Remontons le temps (Escape in Time, 1967), épisode 3 L'Oiseau qui en savait trop (The Bird who knew too much, 1967), épisode 4 Bons baisers de Vénus (From Venus with Love, 1967) de Robert Day et épisode 5 L'Homme transparent (The See-Through Man, 1967)
  - Saison 6, épisode 5 George et Fred (Whoever shot Poor George oblique stroke XR40 ?, 1968 ; directeur de la photographie de seconde équipe)